# Chef Boyardee
Chef Boyardee è un marchio statunitense di pasta in scatola venduti dalla Conagra Brands.

## Storia

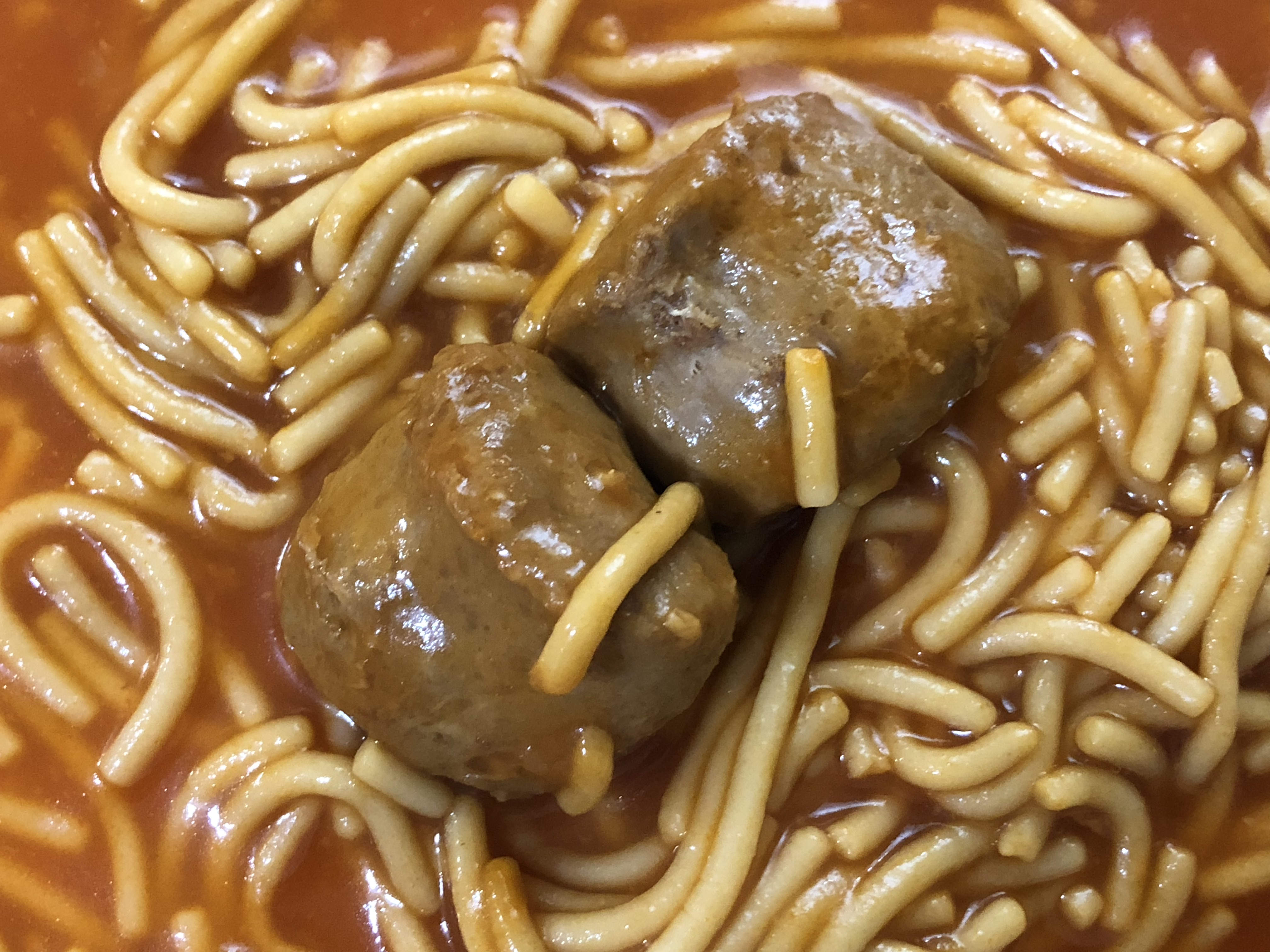
Spaghetti con polpette della Chef Boyardee

Nel 1924, dopo aver lasciato la sua posizione di capo cuoco presso l'Hotel Plaza di New York, Ettore Boiardi aprì un ristorante chiamato "Il Giardino d'Italia" situato nell'angolo fra la East 9th Street e la Woodland Avenue di Cleveland. Oltre a occuparsi di ristorazione, Boiardi vendeva ai clienti del sugo per spaghetti all'interno di bottiglie di latte. Quattro anni dopo, nel 1928, il cuoco aprì una fabbrica a Milton, in Pennsylvania, dove venivano coltivati pomodori e funghi. Per aiutare gli statunitensi a pronunciare correttamente il nome dell'azienda, egli la nominò "Boy-Ar-Dee" invece di "Boiardi". Il primo prodotto risale al 1928, ed era un "kit di spaghetti pronti per essere scaldati" con pasta cruda, salsa di pomodoro e un contenitore di formaggio grattugiato.
Durante la seconda guerra mondiale, l'esercito degli Stati Uniti commissionò alla Chef Boyardee delle razioni militari, e volle che essa fosse attiva 24 ore su 24. All'apice del suo successo, l'azienda impiegava circa 5.000 lavoratori e produceva 250.000 lattine al giorno. Nel 1946, costretto a vendere l'azienda o a licenziare tutti quelli che aveva assunto, Boiardi cedette l'azienda all'American Home Foods al prezzo di quasi sei milioni di dollari. Boiardi proseguì la sua attività di portavoce e consulente aziendale della Chef Boyardee fino al 1978. L'American Home Foods trasformò la sua divisione alimentare nella International Home Foods nel 1996. Quattro anni dopo, quest'ultima venne acquistata dalla ConAgra Foods, che continua a produrre pasta in scatola Chef Boyardee.